# Giorgio Kokoliós-Bardi
Giorgio Kokoliós-Bardi, pseudonimo di Geōrgios Kokoliós (in greco Γεώργιος Κοκολιός?) (Atene, 14 settembre 1916 – Atene, 5 settembre 1964), è stato un tenore greco.

## Biografia
È nato ad Atene nel 1916 e ha studiato presso il Conservatorio Nazionale di Atene, dove debuttò nel 1942 nel ruolo di Borsa nel Rigoletto di Giuseppe Verdi. Nel 1944 cantò ad Atene insieme a Maria Callas nel Fidelio di Beethoven. Nel 1949 vinse una borsa di studio che gli permise di proseguire i suoi studi all'Accademia Nazionale di Santa Cecilia di Roma.
Durante gli anni Cinquanta, fu molto attivo in Italia sotto lo pseudonimo di Giulio Bardi, esibendosi in numerosi teatri, tra cui il Teatro Comunale di Cagliari, il Teatro del Maggio Musicale Fiorentino e il Teatro Massimo V. Bellini di Catania. Nel 1950 intraprese una tournée mondiale, cantando anche in Unione Sovietica. La sua rappresentazione più celebre fu I vespri siciliani di Giuseppe Verdi al Maggio Musicale Fiorentino, sotto la direzione di Erich Kleiber e successivamente di Herbert Graf, accanto a Maria Callas, Enzo Mascherini e Boris Christov.
Nel ventennio 1944-1964 collaborò con la GNO (Greek National Opera) in circa 60 produzioni e riprese, partecipando a 24 opere e cinque operette, dove interpretò ruoli principali come Radamès (Aida), Don Alvaro (La forza del destino), Nemorino (L'elisir d'amore), Don José (Carmen), Edgardo (Lucia di Lammermoor), Pinkerton (Madama Butterfly), Rodolfo (La bohème), Ismael (Nabucco), Canio (Pagliacci), Hoffman (Les contes d'Hoffmann), Enzo (La Gioconda), Alfredo (La traviata), Manrico (Il trovatore), Faust (Faust), e molti altri. Partecipò anche a diverse prime di opere del repertorio classico greco, tra cui Kassiani di Sklavos (1959/60) e Sunrise (Anatoli) di Kalomiris (1945/46). Le sue performance sono disponibili in registrazioni live e in studio (Myto, Cetra, Allegro Royale).
Nel 1954 fece il suo debutto negli Stati Uniti al New York City Opera, cantando nel ruolo di Radamès in Aida di Verdi, accanto a Norman Treigle.
Morì nel settembre del 1964 ad Atene a causa di un tumore.

## Repertorio
- Fidelio (Ludwig van Beethoven)
- Carmen (Georges Bizet)
- Mefistofele (Arrigo Boito)
- Lucia di Lammermoor (Gaetano Donizetti)
- L'elisir d'amore (Gaetano Donizetti)
- La bohème (Giacomo Puccini)
- La Gioconda (Amilcare Ponchielli)
- Madama Butterfly (Giacomo Puccini)
- Manon Lescaut (Giacomo Puccini)
- Tosca (Giacomo Puccini)
- La fanciulla del West (Giacomo Puccini)
- Turandot (Giacomo Puccini)
- Pagliacci (Ruggero Leoncavallo)
- Cavalleria rusticana (Pietro Mascagni)
- Der Bettelstudent (Carl Millöcker)
- Alceste (Christoph Willibald Gluck)
- Ifigenia in Tauride (Christoph Willibald Gluck)
- Faust (Charles Gounod)
- Martha (Friedrich von Flotow)
- Les contes d'Hoffmann (Jacques Offenbach)
- La Gioconda (Amilcare Ponchielli)
- La traviata (Giuseppe Verdi)
- Il trovatore (Giuseppe Verdi)
- Rigoletto (Giuseppe Verdi)
- Un ballo in maschera (Giuseppe Verdi)
- Nabucco (Giuseppe Verdi)
- Macbeth (Giuseppe Verdi)
- I vespri siciliani (Giuseppe Verdi)
- Aida (Giuseppe Verdi)
- Falstaff (Giuseppe Verdi)
- La forza del destino (Giuseppe Verdi)